# Dan Popescu
Dan Popescu (sinh ngày 20 tháng 2 năm 1988) là một cầu thủ bóng đá người România thi đấu cho Juventus București ở vị trí hậu vệ trái.

## Thống kê sự nghiệp

### Câu lạc bộ
Tính đến trận đấu diễn ra ngày 17 tháng 11 năm 2017
| Câu lạc bộ               | Mùa giải            | Giải vô địch | Giải vô địch | Cúp     | Cúp       | Cúp Liên đoàn | Cúp Liên đoàn | Châu Âu | Châu Âu   | Khác    | Khác      | Tổng cộng | Tổng cộng | Tổng cộng |
| Câu lạc bộ               | Mùa giải            | Số trận      | Bàn thắng    | Số trận | Bàn thắng | Số trận       | Bàn thắng     | Số trận | Bàn thắng | Số trận | Bàn thắng | Số trận   | Bàn thắng |           |
| ------------------------ | ------------------- | ------------ | ------------ | ------- | --------- | ------------- | ------------- | ------- | --------- | ------- | --------- | --------- | --------- | --------- |
| Dunărea Galați           | 2006–07             | 16           | 0            | ?       | ?         | –             | –             | –       | –         | –       | –         | 16        | 0         |           |
| Dunărea Galați           | 2007–08             | 24           | 0            | ?       | ?         | –             | –             | –       | –         | –       | –         | 24        | 0         |           |
| Dunărea Galați           | 2008–09             | 12           | 0            | ?       | ?         | –             | –             | –       | –         | –       | –         | 12        | 0         |           |
| Dunărea Galați           | 2009–10             | 23           | 0            | ?       | ?         | –             | –             | –       | –         | –       | –         | 23        | 0         |           |
| Dunărea Galați           | 2010–11             | 28           | 1            | ?       | ?         | –             | –             | –       | –         | –       | –         | 28        | 1         |           |
| Dunărea Galați           | 2011–12             | 27           | 1            | 2       | 0         | –             | –             | –       | –         | –       | –         | 29        | 1         |           |
| Dunărea Galați           | 2012–13             | 10           | 1            | 0       | 0         | –             | –             | –       | –         | –       | –         | 10        | 1         |           |
| Tổng cộng                | Tổng cộng           | 140          | 3            | 2       | 0         | –             | –             | –       | –         | –       | –         | 142       | 3         |           |
| Oțelul Galați            | 2012–13             | 5            | 0            | 0       | 0         | –             | –             | –       | –         | –       | –         | 5         | 0         |           |
| Oțelul Galați            | 2013–14             | 30           | 0            | 1       | 0         | –             | –             | –       | –         | –       | –         | 31        | 0         |           |
| Oțelul Galați            | 2014–15             | 29           | 0            | 2       | 0         | 0             | 0             | –       | –         | –       | –         | 31        | 0         |           |
| Tổng cộng                | Tổng cộng           | 64           | 0            | 3       | 0         | 0             | 0             | –       | –         | –       | –         | 67        | 0         |           |
| ACS Poli Timișoara       | 2015–16             | 37           | 2            | 2       | 0         | 2             | 0             | –       | –         | –       | –         | 41        | 2         |           |
| Tổng cộng                | Tổng cộng           | 37           | 2            | 2       | 0         | 2             | 0             | –       | –         | –       | –         | 41        | 2         |           |
| Steaua București         | 2016–17             | 2            | 0            | 1       | 0         | 1             | 0             | 1       | 0         | –       | –         | 5         | 0         |           |
| Tổng cộng                | Tổng cộng           | 2            | 0            | 1       | 0         | 1             | 0             | 1       | 0         | –       | –         | 5         | 0         |           |
| Steaua II București      | 2016–17             | 10           | 0            | –       | –         | –             | –             | –       | –         | –       | –         | 10        | 0         |           |
| Steaua II București      | 2017–18             | 1            | 0            | –       | –         | –             | –             | –       | –         | –       | –         | 1         | 0         |           |
| Tổng cộng                | Tổng cộng           | 11           | 0            | –       | –         | –             | –             | –       | –         | –       | –         | 11        | 0         |           |
| Concordia Chiajna (mượn) | 2016–17             | 9            | 0            | –       | –         | –             | –             | –       | –         | –       | –         | 9         | 0         |           |
| Tổng cộng                | Tổng cộng           | 9            | 0            | –       | –         | –             | –             | –       | –         | –       | –         | 9         | 0         |           |
| Tổng cộng sự nghiệp      | Tổng cộng sự nghiệp | 263          | 5            | 8       | 0         | 3             | 0             | 1       | 0         | –       | –         | 275       | 5         |           |

## Danh hiệu

### Câu lạc bộ
Steaua București
- Cúp Liên đoàn: 2015–16